# Ngòi Nga
Ngòi Nga là phụ lưu của Sông Chảy, chảy ở huyện Đoan Hùng tỉnh Phú Thọ và 
huyện Yên Bình tỉnh Yên Bái, Việt Nam .
Ngòi có chiều dài 10 km và diện tích lưu vực là 46 km² .

## Dòng chảy
Ngòi khởi nguồn từ xã Bằng Luân huyện Đoan Hùng tỉnh Phú Thọ. Ngòi chảy hướng đông tới xã Đại Minh huyện Yên Bình tỉnh Yên Bái đổ vào Sông Chảy.